# Real Hope FA
El Real Hope FA es un equipo de fútbol de Haití que juega en la Liga de fútbol de Haití, la primera división de fútbol en el país.

## Historia
Fue fundado el 14 de mayo de 2014 en la ciudad de Cap-Haïtien por líderes que formaron parte de los equipos FICA y AS Capoise, los cuales también son de la ciudad.
El club inició en la división 3 de Haití y comenzó un rápido ascenso que los llevó al título de la segunda división en 2015 y para el 2016 ya eran parte de la Liga de fútbol de Haití.
El club consiguió ganar el título del torneo de apertura de la Liga de fútbol de Haití en 2017.
En 2024, el club ganó el tercer puesto en la Copa Caribeña de Concacaf, ganándole 4 a 2 en el global a Moca FC, y con esto, clasifica por primera vez a la Copa de Campeones de la Concacaf de 2025.

## Palmarés
- Liga de fútbol de Haití: 2

Apertura 2017, 2024-E
- Segunda División de Haití: 1

2015

## Datos del club

### Participaciones internacionales
| Competencia                        | Edición    |
| ---------------------------------- | ---------- |
| Campeonato de Clubes de la CFU (2) | 2018, 2019 |
| Copa de Campeones de Concacaf (1)  | 2025       |
| Copa Caribeña de Concacaf (1)      | 2024       |

| #     | Temp. | Torneo                           | Posición       | PJ | PG | PE | PP | GF | GC | DG |
| ----- | ----- | -------------------------------- | -------------- | -- | -- | -- | -- | -- | -- | -- |
| 1     | 2018  | Copa Caribeña de Clubes Concacaf | Fase de grupos | 3  | 1  | 0  | 2  | 1  | 7  | -6 |
| 2     | 2019  | Campeonato de Clubes de la CFU   | Fase de grupos | 3  | 0  | 0  | 3  | 2  | 6  | -4 |
| 3     | 2024  | Copa Caribeña de Concacaf        | Tercer lugar   | 4  | 4  | 2  | 2  | 11 | 8  | +3 |
| 4     | 2025  | Copa de Campeones de la Concacaf | Primera ronda  | 2  | 0  | 0  | 2  | 0  | 7  | –7 |
| Total | Total | Total                            | 0 títulos      | 6  | 4  | 2  | 4  | 18 | 15 | +3 |